# Iris Verhoek
Iris Verhoek (12. september 2001) er en nederlandsk sangerinde, der i 2017 vandt den sjette sæson af The Voice Kids.

## Biografi
I 2011 vandt Verhoek den Børne-MGP i Zeewolde og spillede Keesie i musicalen Kruimeltje.
I 2012 annoncerede musicalproducenten Albert Verlinde, at Verhoek ville spille en af hovedrollerne i musicalen Annie.
Da Verhoek var tolv år, deltog hun i The Voice Kids sæson 3. Men endte i The Sing Offs. I 2017 deltog hun igen i The Voice Kids. Den 21. april 2017 vandt hun finalen.
Hendes første single Battlecry udkom den 13. oktober 2017. 